# Blaisy-Bas
Blaisy-Bas – miejscowość i gmina we Francji, w regionie Burgundia-Franche-Comté, w departamencie Côte-d’Or.
Według danych na rok 1990 gminę zamieszkiwało 575 osób, a gęstość zaludnienia wynosiła 43 osoby/km² (wśród 2044 gmin Burgundii Blaisy-Bas plasuje się na 406. miejscu pod względem liczby ludności, natomiast pod względem powierzchni na miejscu 726.).